# Sabin Ilie
Sabin Ilie (Craiova, 11 de maig de 1975) és un futbolista romanès, que ocupa la posició de davanter. És germà del també futbolista Adrian Ilie.
Va destacar a l'Steaua de Bucarest, amb qui marca 33 gols en 54 partits. Això li val fitxar pel València CF, on militava el seu germà. Però, no es consolida al club de Mestalla, sent cedit en diverses ocasions a la UE Lleida, a equips romanesos i a l'Energie Cottbus.
La seua carrera segueix per Hongria, Grècia o la Xina, on ha militat en diversos conjunts.